# Polygonum psammophilum
Polygonum psammophilum är en slideväxtart som först beskrevs av Eugen Iwanowitsch Bordzilowski och Tzvel., och fick sitt nu gällande namn av Tzvel.. Polygonum psammophilum ingår i släktet trampörter, och familjen slideväxter. Inga underarter finns listade i Catalogue of Life.